# Katholische Schule St. Alfons
Die Katholische Schule Sankt Alfons ist eine staatlich anerkannte Grundschule im Berliner Ortsteil  Marienfelde mit Trägerschaft des Erzbistums Berlin. Namensgeber ist der heiliggesprochene Kirchenvater und Gründer des Ordens der Redemptoristen Alfonso Maria de Liguori.

## Geschichte
Die Schule wurde 1963 zunächst in einer Baracke der Armen Schulschwestern von Unserer Lieben Frau in der Bruno-Möhring-Straße in Berlin-Marienfelde als Filiale der Schule St. Ludwig in Berlin-Wilmersdorf gegründet. Die Schulschwestern hatten ihr Domizil in unmittelbarer Nähe der Kirche Sankt Alfons der Redemptoristen. 1964 wurde eine zweite Schulklasse eingerichtet. 1965 fand die Grundsteinlegung im heutigen Standort in der Tennstedter Straße statt, der unmittelbar an der Grenze zum Ortsteil Lankwitz liegt. 1977 wurde auf der gegenüberliegenden Straßenseite die Katholische Kindertagesstätte Sankt Alfons eröffnet, die zuvor noch unter dem Namen Vom Guten Hirten von der Pfarrei Vom Guten Hirten geführt wurde. Seit 2017 gehörte die Schule zum Pastoralen Raum Lankwitz-Marienfelde, und seit dem 1. Januar 2022 gehört sie zur Pfarrei St. Maria – Berliner Süden im Erzbistum Berlin.

## Spezifika
Die Schüler sollen sich auf der Grundlage des christlichen Menschenbildes ganzheitlich entfalten und entwickeln. Hierbei wird insbesondere auch auf Aspekte wie Fitness, Gesundheit und Bewegung, Kunst, Musik und Theater wertgelegt.
Zu den besonderen Lernangeboten gehören ein differenziertes Beratungs- und Unterstützungssystem durch Beratungslehrer, Schulpastoral mit seelsorgerischer Betreuung, Sonderpädagogik, Tage religiöser Orientierung im Rahmen von Schulfahrten, religiöse Angebote durch das Schulpastoral-Team, Förderung und Unterstützung kirchlicher Hilfswerke und sozialer Projekte, sowie die Ausbildung von Konfliktlotsen und Schülerlotsen.